# Natale nel bordello
Natale nel bordello (in norvegese Julaften i bordell) è un dipinto ad olio su tela del pittore norvegese Edvard Munch. Il dipinto espressionista fu completato nel 1903–1904 ed è ospitato al Museo Munch di Oslo.

## Descrizione
Il dipinto venne realizzato in un momento difficile per Munch: una commissione per un ritratto ad Amburgo (di un senatore Holthusen, il suocero del mecenate di Munch, Max Linde) era fallita a causa di disaccordi. Di conseguenza, Munch soffriva di ansie, che tentò di gestire con l'alcol. Una visita a un bordello a Lubecca fu presumibilmente lo sfondo del Natale nel bordello, un dipinto "leggero ma malinconico" in cui le ragazze che lavorano in un bordello hanno appena finito di decorare un albero di Natale. "Ironico, sentimentalmente empio", il dipinto è interpretato come un commento sia sulla famiglia dell'alta borghesia di Linde (dove si trovava Munch in quel momento) sia sullo "sfondo domestico pietistico" di Munch. Come altri dipinti del periodo, mostra l'associazione di Munch con il fauvismo. La prostituzione era uno degli argomenti preferiti di Munch e una stanza particolare in un bordello tedesco avrebbe poi ispirato un'intera serie di dipinti, La stanza verde.